# Pieter de Neyn

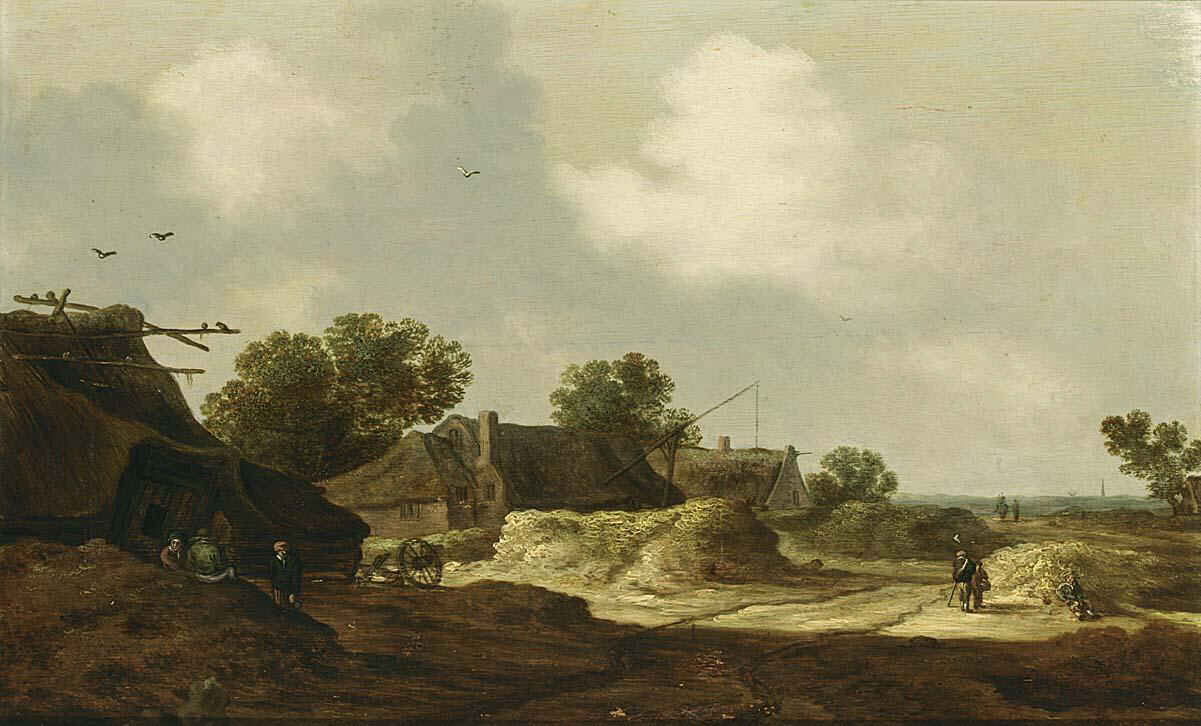
Pejzaż z wydmami, chłopską zagrodą i podróżnymi

Pieter de Neyn lub Deneyn (ur. 16 grudnia 1597 w Lejdzie, zm. 16 marca 1639 tamże) – holenderski malarz pejzażsta.
Słabo poznany artysta holenderski aktywny w Haarlemie (1611-1617) i Lejdzie (1617-1639). Był uczniem Esaiasa van de Velde, malował niemal monochromatyczne pejzaże pod wpływem Jana van Goyena i Salomona van Ruysdaela. Najczęściej przedstawiał wiejskie krajobrazy Holandii, rzadziej sceny batalistyczne.
W zbiorach Muzeum Narodowego w Warszawie znajduje się obraz Krajobraz z karczmą z ok. 1629 roku.